# Canungra Pine Creek Tramway
| Tunnel |                   |                                     |                                     |
| Streckenlänge: | 26,6 km           |                                     |                                     |
| Spurweite: | 1067 mm (Kapspur) |                                     |                                     |
| |                   |                                     |                                     |
| \| \| 0 \| Canungra, eröffnet 1914 \| Canungra, eröffnet 1914 \| \| \| \| Laheys Sägewerk in Canungra \| \| \| \| \| Tunnel von 1905, Länge: 91 m \| \| \| \| 5 \| Witheren Siding \| Witheren Siding \| \| \| 10 \| Ferny Glen Junction \| Ferny Glen Junction \| \| \| \| \| \| \| \| \| Little Flying Fox Junction (0,5 km) \| \| \| \| \| Flying Fox Creek Branch (4 km) \| \| \| \| 12 \| Prices Creek Junction \| Prices Creek Junction \| \| \| \| Prices Creek Branch (2 km) \| \| \| \| 26,6 \| Ende der Hauptstrecke[1] \| Ende der Hauptstrecke[1] \| |                   |                                     |                                     |
| Abzweig quer und von links (Strecke außer Betrieb) · Kopfbahnhof Streckenende und quer (Strecke außer Betrieb) | 0                 | Canungra, eröffnet 1914             | Canungra, eröffnet 1914             |
| Bahnhof (Strecke außer Betrieb) |                   | Laheys Sägewerk in Canungra         | Laheys Sägewerk in Canungra         |
| Tunnel (Strecke außer Betrieb) |                   | Tunnel von 1905, Länge: 91 m        | Tunnel von 1905, Länge: 91 m        |
| Abzweig geradeaus und nach links (Strecke außer Betrieb) | 5                 | Witheren Siding                     | Witheren Siding                     |
| Abzweig geradeaus und nach links (Strecke außer Betrieb) | 10                | Ferny Glen Junction                 | Ferny Glen Junction                 |
| Abzweig geradeaus und nach links (Strecke außer Betrieb) · Strecke von rechts (außer Betrieb) |                   |                                     |                                     |
| Strecke (außer Betrieb) · Abzweig geradeaus und nach rechts |                   | Little Flying Fox Junction (0,5 km) | Little Flying Fox Junction (0,5 km) |
| Strecke (außer Betrieb) |                   | Flying Fox Creek Branch (4 km)      | Flying Fox Creek Branch (4 km)      |
| Abzweig geradeaus und nach links (Strecke außer Betrieb) · Strecke von rechts (außer Betrieb) | 12                | Prices Creek Junction               | Prices Creek Junction               |
| Strecke (außer Betrieb) |                   | Prices Creek Branch (2 km)          | Prices Creek Branch (2 km)          |
| | 26,6              | Ende der Hauptstrecke               | Ende der Hauptstrecke               |

Die Canungra Pine Creek Tramway war eine 26,6 Kilometer lange private Kapspur-Waldeisenbahn bei Canungra in Queensland, Australien. Sie war von 1903 bis 1933 in Betrieb.

## Lage
Mit der Waldbahn mit einer Spurweite von 1067 mm (3 Fuß 6 Zoll) wurde Langholz aus den Waldgebieten im Pine Creek Valley zum Sägewerk der Familie Lahey in Canungra gebracht und von dort ab 1915 Schnittholz zum Bahnhof Canungra.

## Geschichte

### Bau
Die Familie Lahey gründete 1884 ein Sägewerk in Canungra. Ende der 1880er Jahre hielt sie die Rechte über 16.000 Hektar Holzpacht und zog Baumstämme mit Ochsengespannen aus ihrem Wald zum Sägewerk. Die Familie beschloss, eine Waldbahn in das Pine Creek Valley zu bauen. Die Spurweite von 3 Fuß 6 Zoll wurde gewählt, um die gleiche Spurweite wie die Queensland Government Railways zu haben, um das zeitaufwendige Umladen zu vermeiden. Der Eisenbahningenieur George Phillips hat die Trasse vermessen und entworfen.
Ein Tunnel wurde am Scheitelpunkt der Strecke gebohrt, um einen langen Umweg zu vermeiden. Er wurde ab dem 1. Januar 1901 gebaut und im September 1903 erstmals genutzt. Die Strecke wurde in den folgenden zehn Jahren auf insgesamt 26,6 Kilometer verlängert. Ab 1915 gab eine Verbindung zur staatlichen Bahnstrecke von Logan Village nach Canungra. Als der Holzbedarf nachließ, wurde die Linie noch für Ausflüge genutzt, aber 1933 verkauft und abgebaut.
Während des Zweiten Weltkrieges wurde der Tunnel zur Lagerung von Munition für die Kokoda-Kaserne in Canungra genutzt. Obwohl der denkmalgeschützte Tunnel 2001 wieder für Fußgänger geöffnet wurde, haben inzwischen Sicherheitsbedenken zur Schließung des Tunnels geführt, die Tunnelportale sind aber weiterhin zugänglich.

## Lokomotiven

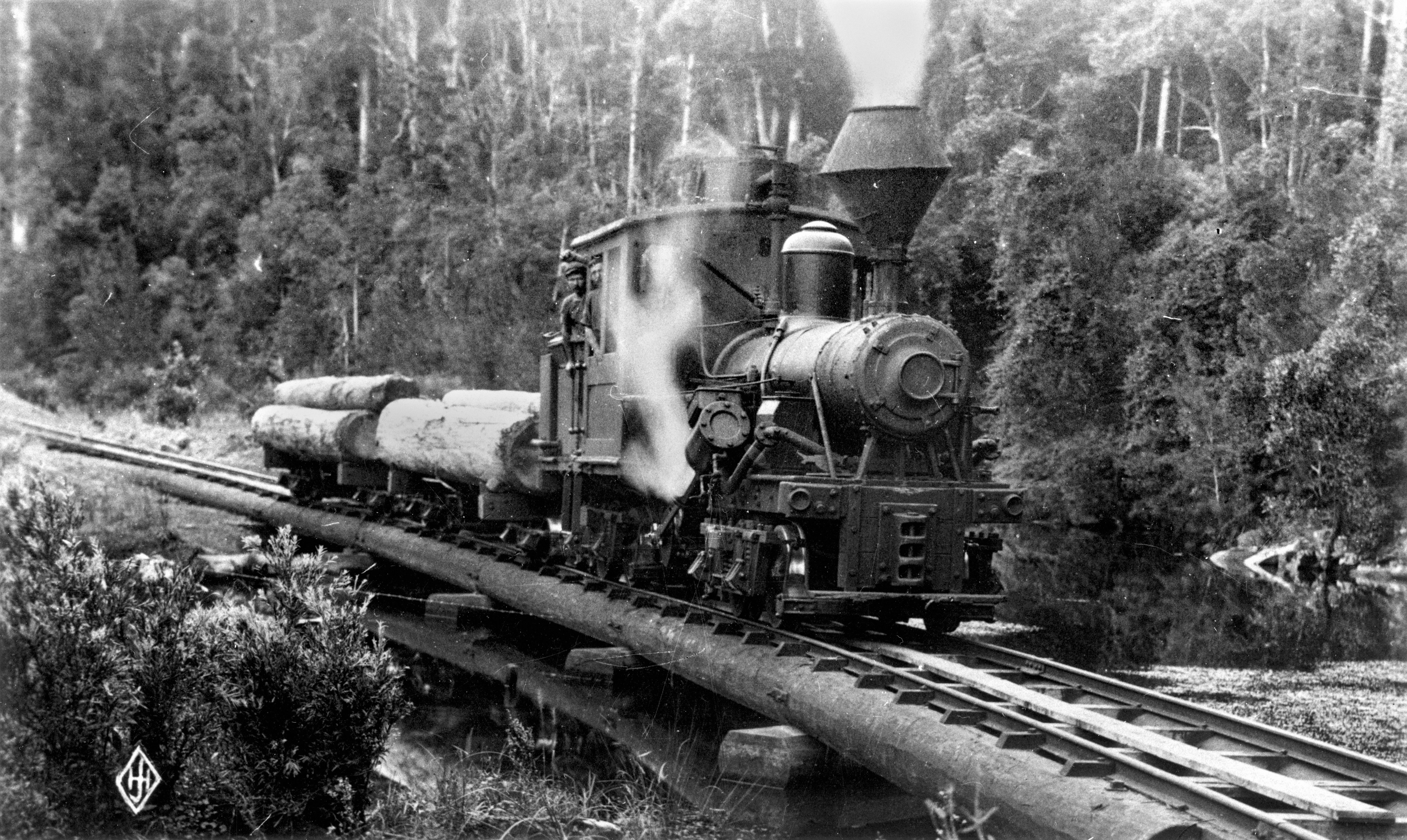
Climax-Lokomotive, um 1915

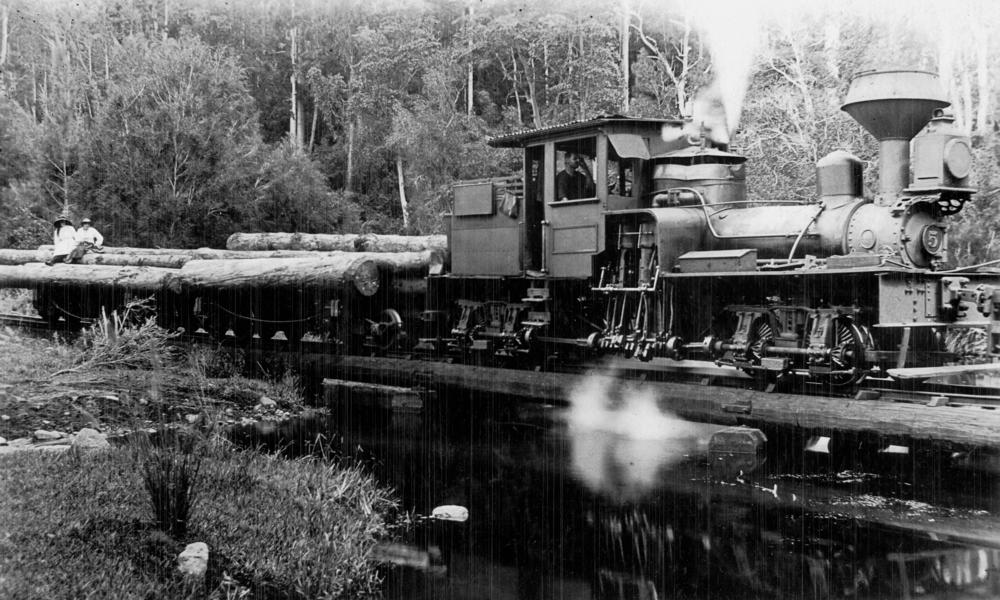
Shay-Lokomotive Nr. 5, um 1914

Die erste Dampflokomotive, eine Climax-Getriebelokomotive, wurde 1903 beschafft.
Eine Shay-Getriebelokomotive mit der Werksnummer 697 wurde ursprünglich 1902 aus Lima, Ohio, an die Mount Lyell Mining and Railway Company in Tasmanien geliefert, wo sie ihre Nummer 5 erhielt. Sie wurde um 1906 von den Laheys gebraucht gekauft und trug die Werknummer 697. Sie wog 16 Tonnen und hatte neun Zoll Bohrung und acht Zoll Hub. Die Räder hatten einen Durchmesser von 27 Zoll. Die Lokomotive war mit einer Glocke und einem großen Ölscheinwerfer ausgestattet. Die Lokomotive wurde mit Klafterholz und Totholz betrieben. 1915 wurde sie auf Kohlefeuerung umgestellt.
Eine zweite Shay wurde 1910 neu gekauft. Die Climax-Lok wurde 1912 außer Betrieb genommen, aber 1914 von Walkers of Maryborough überholt und bis 1922 genutzt. Laheys bestellten 1911 eine dritte Shay-Lok, die jedoch 1912 an die Hampton Cloncurry Mines weiterverkauft wurde, ohne zuvor auf der Waldbahn eingesetzt worden zu sein.
Auf der Strecke wurden auch ein als Schienenfahrzeug umgebauter Ford Modell T und ein als Rangierlokomotive umgebauter Commer-Lkw eingesetzt.

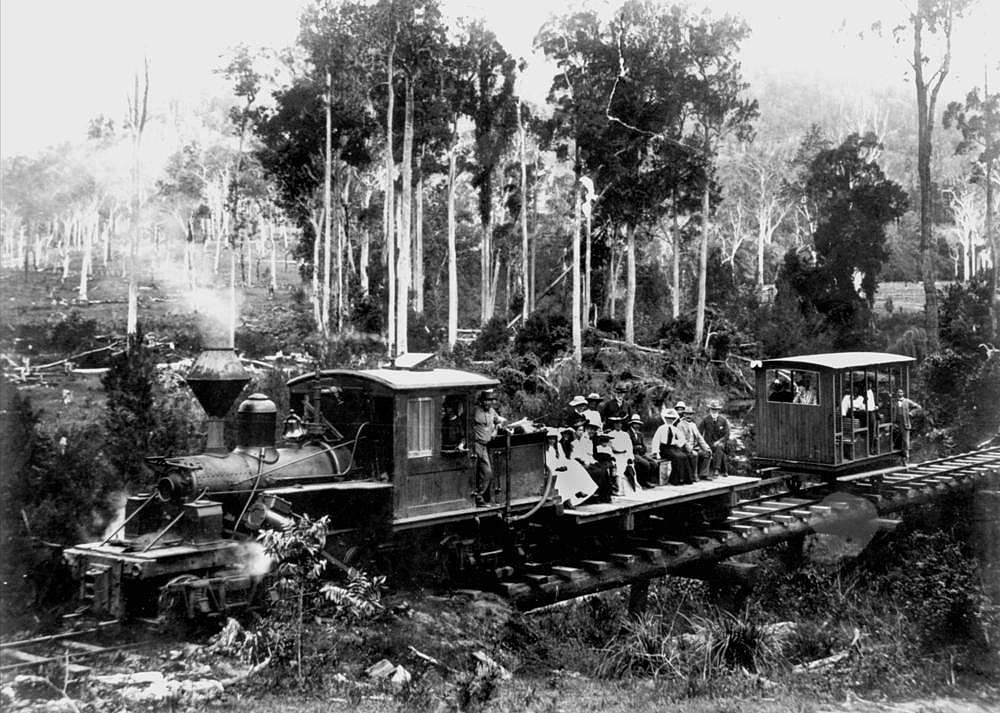
Climax-Lok mit Personenwagen
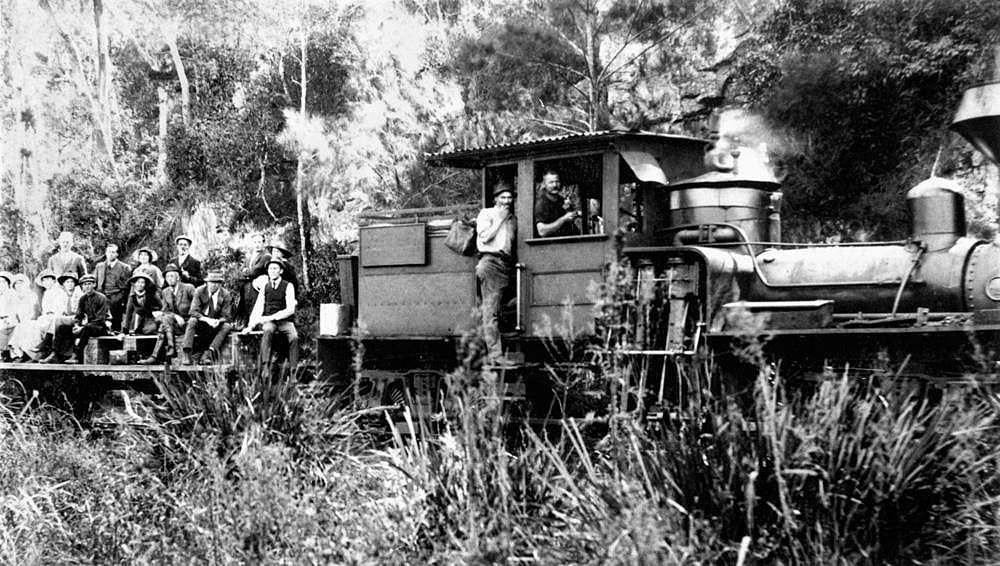
David und Eric Lahey auf einem Picnic-Zug
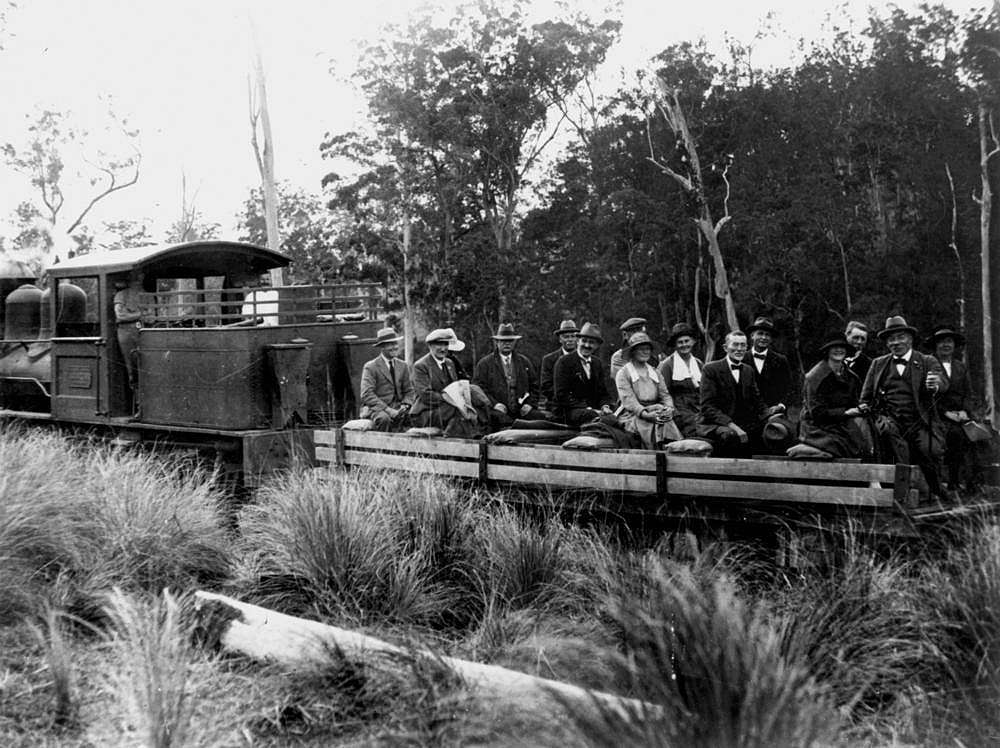
Matthew Nathan besucht die Waldbahn, 1922
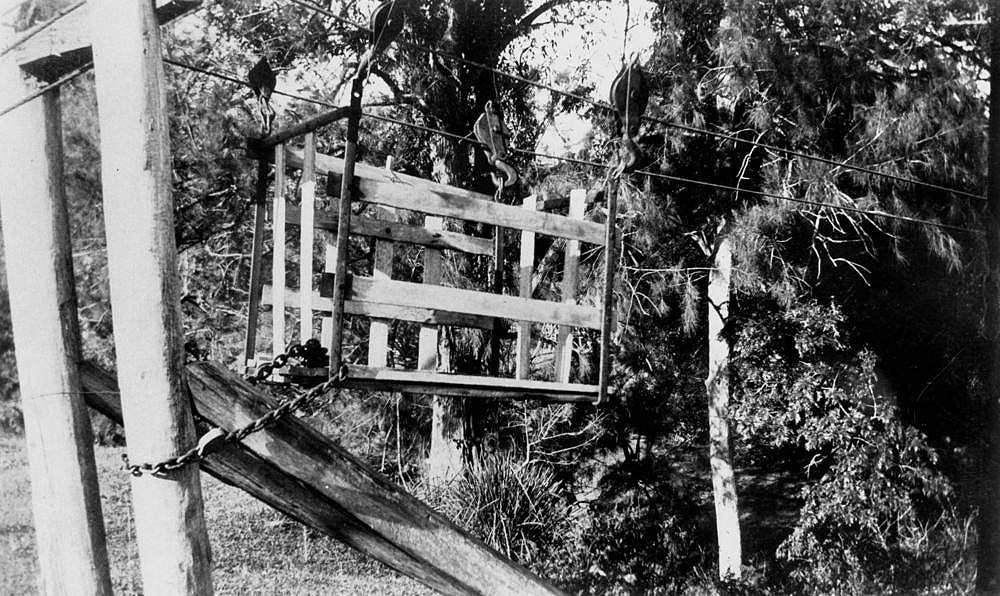
Luftseilbahn-Kabine mit Schloss und Kette